# Tommaso Tittoni
Tommaso Tittoni (16. listopadu 1855 Řím – 7. února 1931 Řím) byl italský diplomat a politik, krátce premiér své země (12. března 1905 až 28. března 1905). Vystudoval práva a v letech 1886 až 1897 byl konzervativním poslancem. V letech 1898 až 1903 byl prefektem, pak byl jmenován senátorem. V letech 1903 až 1905 byl ministrem zahraničí a po odstoupení Giolittiho vlády 15 dní premiérem. Poté vykonával další vysoké diplomatické vládní a parlamentní funkce. mj. byl opět ministrem zahraničí, vedl italskou delegaci na pařížské mírové konferenci a v letech 1919 až 1929 byl předsedou senátu. Po pochodu na Řím podporoval Mussoliniho, který se mu odvděčil funkcí předsedy Italské akademie.

## Vyznamenání
- velkokříž Řádu svatého Jakuba od meče, Portugalsko, 2. prosince 1919[1]
- rytíř Řádu zvěstování, Italské království, 8. dubna 1923
- velkokříž Řádu svatého Mauricia a svatého Lazara, Italské království, 8. dubna 1923
- velkokříž Řádu italské koruny, Italské království, 8. dubna 1923
- Řád Bílého lva I. třídy, Československo, 20. července 1926
- rytíř Řádu červené orlice, Německá říše